# Небойша Йеленкович
Небойша Йеленкович (на сръбски: Nebojša Jelenković) е сръбски футболист с български паспорт, дефанзивен полузащитник.
Йеленкович е чужденецът с най-дълъг стаж по българските стадиони. Той се присъединява към ловешкия тим през лятото на 1999 г. от сръбския Обилич и изкарва осем сезона. Пристига в Ловеч едва на 21 години като капитан на младежката формация на бивша Югославия, а дебютът му е в злополучния мач с Видзев (Лодз). Веднага се превръща в основна част от халфовата линия на тима. След като Росен Кирилов губи титулярното си място в отбора, сърбинът поема капитанската лента. Той е първият чужденец капитан на български отбор. Има над 200 мача за Литекс и без много да блести си върши отлично работата на терена. Получава българско гражданство и е обект на желание както от страна на чужди отбори, така и от българските Левски и ЦСКА. Той е непоклатим в центъра на полузащитата и майсторски организира играта на Литекс. През септември 2007 е преотстъпен на руския ФК Кубан Краснодар за един полусезон, но след края му отново се връща в Литекс. След като му изтича договорът през 2008 г. Йеленкович напуска Литекс със свободен трансфер и подписва със Спартак (Търнава). След края на словашкото първенство Небойша се завръща в Ловеч и на 12 юни 2009 г. подписва дългосрочен договор с „оранжевите“. На 12 март 2011 г. при гостуването на Пирин (Благоевград) Небойша Йеленкович става първият чужденец записал 250 мача в А група.
След прекарани 13 сезона в клуба 35-годишният Йеленкович слага край на кариерата си след края на сезон 2012/13. По време на престоя си в Литекс той се превръща в най-дълго задържалия се легионер от родното първенство. За „оранжевите“ записва близо 400 официални срещи, от които 297 в А група, 46 в турнира за Купата на България и 50 в евротурнирите.
След края на състезателтата си кариера Йеленкович се прибира при семейството си в Сърбия, където продължава да се занимава със собствена футболна школа за деца.

## Успехи
Обилич
- Шампион на Сърбия (1): 1997

 Литекс (Ловеч)
- Шампион (2): 2009/10, 2010/11
- Купа на България (3): 2001, 2004 и 2008
  - Финалист (2): 2003 и 2007
- Суперкупа на България: 2010
  - Финалист (3): 2004, 2007, 2009